# Batalha do Monte Álgido
A Batalha do Monte Álgido foi um confronto militar ocorrido em 458 a.C. entre a República Romana e os équos travada perto do monte Álgido, no Lácio. O ditador romano Lúcio Quíncio Cincinato conseguiu converter uma derrota romana em uma importante vitória. 

## Contexto
O governo de Roma já era compartilhado entre os povos romanos originais, os latinos e os sabinos. Os hérnicos eram aliados dos romanos; os etruscos ainda incomodavam os romanos, apesar da proximidade da cidade etrusca de Veios de Roma.
Os maiores inimigos dos romanos neste período eram os volscos e os équos. Os primeiros estavam viviam no território a sudeste de Roma e os équos, a leste. Sozinhos ou com algum aliado, os équos atacavam permanentemente o território romano. Além disso, eles se mudaram dos montes Apeninos para Túsculo (próximo à atual Frascati), aumentando ainda mais a tensão. Seus ataques interferiam no comércio e nas comunicações ao longo da Via Latina e do território romano em geral.
A cidade de Roma, nesta época, enfrentava diversos conflitos internos. A situação patrícios e plebeus era muito conflitiva e estava em curso a Revolta de Ápio Erdônio, na qual um grupo de escravos tomaram o Capitólio por um tempo considerável, onde estavam os templos mais importantes da cidade. Em meio a esta revolta, o cônsul Valério Publícola veio a falecer e a confusão só foi encerrada com a chegada de um exército vindo de Túsculo, liderado pelo ditador Lúcio Mamílio. Cincinato foi designado cônsul sufecto para terminar o mandato de Publícola.
Em 459 a.C., os équos ocuparam Túsculo. Como resposta e para ajudar a cidade aliada, os romanos enviaram um exército sob o comando do cônsul Lúcio Cornélio Maluginense. Além disso, o cônsul Fábio Vibulano, que, naquele momento, estava sitiando a cidade de Âncio, também mobilizou suas tropas e marchou para Túsculo. Com a ajuda dos romanos, os tusculanos conseguiram recapturar sua cidade e Vibulano foi o responsável pela morte de muitos équos perto do Monte Álgido. Uma trégua foi negociada logo em seguida.
Já no ano seguinte, os équos voltaram a atacar Túsculo, acampando próximo do monte Álgido. Ao mesmo tempo, um exército sabino se pôs em marcha contra Roma. Rapidamente, formaram-se dois exércitos romanos, um sob o cônsul Caio Náucio Rutilo, que invadiria o território équo, e o outro, comandado pelo cônsul Lúcio Minúcio Esquilino Augurino, atacaria o acampamento do monte Álgido.
Minucio Esquilino não chegou a atacar os équos, que durante a noite haviam começado a construir fortificações em volta do acampamento romano, na tentativa de encurralá-los em um desfiladeiro.Como nem Náucio sabia como lidar com a situação, Cincinato, cujo breve mandato já havia se encerrado, foi eleito ditador.

## A batalha
Cincinato escolheu o seu mestre da cavalaria (magister equitum) e recrutou soldados no Campo de Marte, pedindo que cada romano disponível trouxesse comida para cinco dias e doze valli (estacas de madeira empregadas para construir uma paliçada ao redor do acampamento). A solicitação de doze valli, em vez de apenas uma, foi algo incomum.
O exército romano chegou ao monte Álgido pela noite. Cincinato enviou o aviso aos romanos sitiados de que havia chegado e logo ordenou aos seus homens que construíssem uma muralha em volta do acampamento équo. Os équos atacaram Cincinato, mas logo foram obrigados a se virar para enfrentar as tropas de Minúcio, que haviam abandonado seu acampamento para reunirem-se a seus compatriotas. A muralha ao redor dos équos estava completa ao amanhecer. Cincinato ordenou a seus homens, que haviam marchado durante todo um dia sem descanso algum, que atacassem os équos dentro da muralha. Estes, incapazes de conter um ataque em duas frentes, se renderam. Cincinato permitiu que todos os équos partissem, exceto os seus líderes.

## Consequências
Os líderes équos foram mantidos prisioneiros em Roma. A pilhagem do acampamento équo foi distribuída entre os homens de Cincinato; os romanos sob o comando de Minúcio foram criticados e ele próprio acabou sendo deposto. Cincinato recebeu um triunfo romano, enquanto que o cônsul Lúcio Mamílio, de Túsculo, recebeu a cidadania romana. Apesar de ter sido eleito ditador por um período de seis meses, Cincinato renunciou depois de apenas dezesseis dias.